# Боровая Глинка
Боровая Глинка (бел. Баравая Глінка) — деревня в Литвиновичском сельсовете Кормянского района Гомельской области Беларуси.
В связи с радиационным загрязнением после катастрофы на Чернобыльской АЭС жители (26 семей) переселены в 1990-92 годах в чистые места.
На западе и севере граничит с лесом.

## География

### Расположение
В 25 км на северо-восток от Кормы, в 80 км от железнодорожной станции Рогачёв (на линии Могилёв — Жлобин), в 135 км от Гомеля.

### Гидрография
На реке Сож (приток реки Днепр).

## Транспортная сеть
Транспортные связи по просёлочной, затем автомобильной дороге Славгород — Довск. Планировка состоит из 2 коротких, почти параллельных между собой широтных улиц, соединённых переулком. Застройка односторонняя, деревянная, усадебного типа.

## История
Основана в начале 1920-х годов переселенцами из соседних деревень на бывших помещичьих землях. В 1931 году жители вступили в колхоз. Согласно переписи 1959 года входила в состав совхоза «Руднянский» (центр — деревня Золотомино).

## Население

### Численность
- 1990-92 годы — жители (26 семей) переселены.

### Динамика
- 1959 год — 137 жителей (согласно переписи).
- 1990-92 годы — жители (26 семей) переселены.